# Bolsa de Valores de Nova Iorque
A New York Stock Exchange (em português:  Bolsa de Valores de Nova Iorque), cuja abreviação oficial é NYSE, é a bolsa de valores de Nova Iorque. Está localizada em Manhattan, na Wall Street.

## História
A Bolsa de Valores de Nova Iorque, oficialmente chamada "New York Stock Exchange" (NYSE) foi oficialmente criada e estabelecida em 8 de março de 1817. Porém, sua precursora foi uma associação nova-iorquina de grandes empresários locais (comerciantes, banqueiros e corretores de ações e outros valores mobiliários) formada mediante um pacto firmado em 17 de maio de 1792, o qual ficou conhecido como Acordo de Buttonwood, que regulamentava as transações de ativos e valores mobiliários praticadas na cidade. A atual sede da NYSE foi instalada e inaugurada em 1903, num prédio enorme de arquitetura clássica localizado em Wall Street, no distrito de Manhattan, considerado como o centro financeiro da cidade. Nessa bolsa de valores, são transacionadas ações das maiores empresas estadunidenses. Em 2006, a NYSE juntou-se à Euronext, formando assim o primeiro mercado de capitais pan-atlântico.
É considerada uma das mais famosas instituições financeiras da Cidade de Nova Iorque. É a maior bolsa de valores dos Estados Unidos e, juntamente com a NASDAQ e a American Exchange, uma das mais influentes do mundo. De 2002 a 2014 foi parte da NYSE Euronext, atualmente faz parte da IntercontinentalExchange.
Em 2 de junho de 1978, o prédio da NYSE foi inscrito no Registro Nacional de Lugares Históricos, bem como, na mesma data, um Marco Histórico Nacional.
Em 24 de outubro de 1929, ocorreu a quebra da Bolsa de Valores de Nova Iorque, chamada de Quinta-feira negra. O crash desencadeou a mais devastadora crise econômica da história dos Estados Unidos, considerando-se a abrangência e a duração dos seus efeitos. Marca o início dos 12 anos da Grande Depressão, que afetou todos os países ocidentais industrializados.